# طب العمل

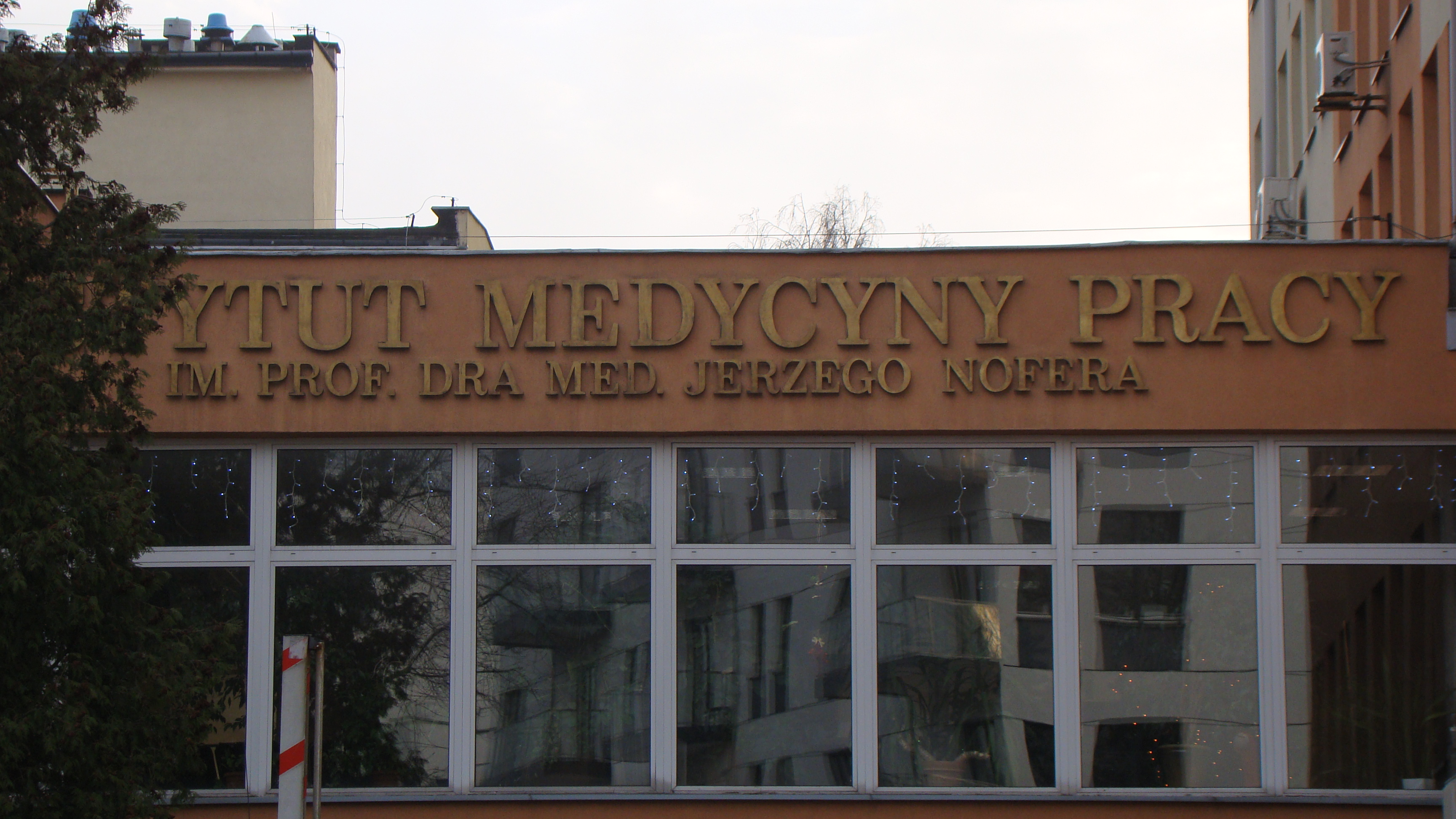

طب العمل. هو فرع من فروع الطب العيادي الأكثر نشاطا في مجال الصحة.
المتخصصون يعملون لضمان أعلى معايير الصحة والسلامة في العمل. ويشمل عدة تخصصات، لأنها تركز على الطب وإدارة المرض، إصابة أو إعاقة وقائية الذي يرتبط بمكان العمل.
يعد الطبيب الإيطالي برناردينو راماتسيني (1633 ـ 1714) أبًا لهذا الفرع من فروع الطب؛ إذ نشر في سنة 1700 كتابه «أمراض العمال» (باللاتينية: De Morbis Artificum Diatriba) وهو من أوائل الكتب التي تتناول الأمراض المهنية.